# Martin van Amerongen
Martin Florian van Amerongen (Amsterdam, 8 d'octubre de 1941 - 11 de maig de 2002) fou un periodista, editor i escriptor neerlandès. Des de 1985 fins a la seva mort, a excepció del període 1997-1999, va exercir d'editor en cap del setmanari De Groene Amsterdammer.

## Obra publicada
- Eins zwei drrrei... rechts!: op mars naar het Vierde Rijk? (1967)
- De roerige wereld van Pistolen Paul: tien monologen over de smokkel, het zakenleven, het horecabedrijf... (1968) (over Paul Wilking)
- Tegen de revolutie: het evangelie!: het kerkvolk in de Nederlandse politiek, of het einde van een christelijke natie (1972; met Igor Cornelissen) ISBN 90-6006-150-0
- Het gekwelde leven van die snelgeklede, rapgekapte, fraaibesnorde, goedgebekte sherrydrinkers: of, De reclameman tussen kassa, kunst en koning klant (1975) ISBN 90-234-5177-5
- Tien krullen op een kale kop: portretten van Simon Carmiggelt, Otto Klemperer, Pierre de Coubertin, Franz Kafka, Jószef [sic] Mindszenty, W.F. Hermans, Hanns Eisler, Bertolt Brecht, Robert van Genechten, De Stem des Volks, Fedde Schurer (1975) ISBN 90-293-0743-9
- De Baader-Meinhof groep: een documentaire (1975; met Carola Mulder) ISBN 90-6208-010-3 (over de Rote Armee Fraktion)
- De samenzwering tegen Simon Wiesenthal (1976) ISBN 90-295-0091-3 (over Simon Wiesenthal)
- Kreisky und seine unbewältigte Gegenwart (1977) ISBN 3-222-10995-8 (vertaling van De samenzwering tegen Simon Wiesenthal)
- De muichelmoordenaar: artikelen en polemieken (1978) ISBN 90-295-0093-X
- Deutschland und seine Juden (1979)
- De ongelooflijke geschiedenis van het krijgsgevangenkamp Prins Bernhard (1979) ISBN 90-218-2492-2
- Persmuskieten (1981) ISBN 90-218-2951-7
- De brieven van Ir. H.A. Schuringa (1981) (onder pseudoniem)
- De buikspreker van God (1983) ISBN 90-295-0094-8 (over Richard Wagner)
- Uren met Jeanne: in het spoor van de Maagd van Orléans (1984) ISBN 90-269-7032-3
- Het matrassengraf: Heine's sterfbed 1848-1856 (1985) ISBN 90-295-0076-X
- Over de doden niets dan goeds: necrologieën van politici (1986) ISBN 90-10-05754-2
- De moord op Mozart van Nazareth (1988) ISBN 90-269-4231-1
- Een kleine dondersteen (1989) ISBN 90-295-0077-8
- Gullit (1990; met Gerlof Leistra) ISBN 90-295-0365-3 (over Ruud Gullit)
- Hoop doet leven: over de rol van de reclame in een dynamische, snel veranderende samenleving (1990) ISBN 90-5330-019-8
- De Nacht van Schmelzer: politieke burlesque in één bedrijf (1991)
- Mahlers Mater Dolorosa (1992) ISBN 90-295-0366-1
- Mozart brevier: 52 voetnoten bij de Engel van Salzburg (1992) ISBN 90-5018-161-9
- Van Kooten & De Bie: 25 jaar narren op de kansel (1992; met René Zwaap) ISBN 90-5330-059-7
- Een helleveeg en andere kritische notities (1993)
- Mijn leven zijn leven: over biografieën, autobiografieën, hagiografieën en anti-biografieën (1993) ISBN 90-74336-03-5
- PJV (1995) (over Pierre Vinken)
- Heine en Holland (1997) ISBN 90-263-1530-9
- Zijn bliksem, zijn donder: over de Mattheus-Passie van Johann Sebastian Bach (1997)
- Zwierige passie (1997) ISBN 90-6801-558-3
- Don Juan hield niet van vrouwen: controversen en contrasten (1998) ISBN 90-263-1573-2
- Nooit komen rampen: artikelen (2001) ISBN 90-5330-326-X
- Reidans: komedie (2001) (vertaling van Arthur Schnitzlers Reigen)
- Rook doet leven: over het recht op een hedonistisch bestaan (2001) ISBN 90-5330-324-3
- Willem Mengelberg tussen licht en donker (2001; met Philo Bregstein) ISBN 90-6801-789-6
- Shylock, woekeraar (2002) ISBN 90-5330-339-1
- Bernhard, zakenprins (1911-2004) (2005) ISBN 90-5330-438-X